# Ferula thomsonii
Ferula thomsonii är en flockblommig växtart som beskrevs av Charles Baron Clarke. Ferula thomsonii ingår i släktet stinkflokesläktet, och familjen flockblommiga växter. Inga underarter finns listade i Catalogue of Life.